# Giovanni Corasaniti
Giovanni Corasaniti (Catanzaro, 12 aprile 1968) è un militare italiano, Maresciallo Ordinario dell'Arma dei Carabinieri, insignito di Medaglia d'oro al valor civile.